# Zikanapis inbio
Zikanapis inbio är en biart som först beskrevs av Michener, Engel och Ayala 2003.  Zikanapis inbio ingår i släktet Zikanapis och familjen korttungebin. Inga underarter finns listade i Catalogue of Life.